# AMF Chevvron 2-32
Chevvron 2-32 — сверхлёгкий самолёт, разработанный в Великобритании компанией AMF Microflight. Цифры в названии обозначают количество мест всего и мощность двигателя в лошадиных силах.

## Конструкция
Модификация 2-32C разработана по нормам для сверхлёгких летательных аппаратов, принятыми британским Управлением гражданской авиации (англ. Civil Aviation Authority) в 1988 году и предусматривающие максимальный взлётный вес не более 390 килограмм.
Компоновка самолёта представляет собой среднеплан с не убираемым трёхстоечным шасси. Двухместная кабина с расположением мест бок о бок (side-by-side). Посадочные места разделены консолью на которой установлен джойстик управления самолётом, что позволяет пилотировать машину с обоих мест.
Фюзеляж и силовые элементы крыльев изготовлены из пластика, армированного стекловолокном. Для удешевления производства самолёта и снижения его веса, поверхности прямые без скруглений, что придаёт конструкции характерную „рублёную“ форму.
Крылья съёмные, обтянутые виниловой плёнкой. Монтаж/демонтаж занимает около 15 минут. Самолёт со снятыми крыльями может перевозиться в специальном автоприцепе.
Двигатель König SD570, двухтактный звездообразный 4-цилиндровый весом 19 кг. Мощность двигателя 32 л.с.. Расход топлива 10 литров на час полёта.

## Модификации
- Chevvron 2-32A — прототип. Построена 1 машина
- Chevvron 2-32B — максимальный взлётный вес 383 кг. Произведено 18 единиц.
- Chevvron 2-32C — основная модель. Произведено 21 единица, плюс ещё 12 доработано из 2-32B.
- Sea Chevvron 2-48 — поплавковый гидросамолёт, оснащённый двигателем König SD930 с 4-лопастным пропеллером. Первый полёт 1 августа 1987 года. Самолёт не прошёл сертификацию и были разрешены только тестовые полёты с ограничениями[5]. Цена предполагалась около 21000 фунтов стерлингов[3]. Произведено 1 единица.
- Super Chevvron 2-45CS — модернизированный 2-32C с двухтактным 4-цилиндровым двигателем Limbach L 550E. Переоборудован 1 самолёт[2].

## Характеристики (Chevvron 2-32C)
Источник данных: Сертификат типа

Технические характеристики
- Экипаж: 1+1
- Грузоподъёмность: 172 кг (на 1 час полёта) или 86 кг (на максимальную дальность)
- Длина: 6,86 м
- Размах крыла: 13,4 м
- Высота: 1,52 м
- Площадь крыла: 17,6 м2
- Масса пустого: 183 кг
- Максимальная взлётная масса: 390 кг
- Объём топливного бака: 32 л
- Силовая установка: 1 × ДВС König SD570
- Мощность двигателей: 1 × 32 л.с.
- Воздушный винт: деревянный 3-лопастной
- Диаметр винта: 0,838 м

Лётные характеристики
- Максимально допустимая скорость: 142,6 км/ч
- Максимальная скорость: 120 км/ч
- Крейсерская скорость: 102 км/ч
- Скорость сваливания: 57,4 км/ч
- Скороподъёмность: 2,5 м/с
- Нагрузка на крыло: 21,75 кг/м2
- Длина разбега: 100 м (150 м для Sea Chevvron 2-48)[3]